# Konstantin Ciołkowski
Konstantin Eduardowicz Ciołkowski herbu Jastrzębiec (Konstanty Ciołkowski, ros. Константин Эдуардович Циолковский; ur. 5 września?/17 września 1857 w Iżewskoje, blisko miejscowości Spassk-Riazanskij w obwodzie riazańskim, zm. 19 września 1935 w Kałudze) – rosyjski uczony polskiego pochodzenia, jeden z pionierów kosmonautyki, twórca modelu teorii ruchu i budowy rakiety kosmicznej, przedstawiciel naukowego nurtu kosmizmu rosyjskiego.

## Życiorys
Był synem polskiego urzędnika Edwarda Ciołkowskiego wywodzącego się ze szlacheckiej rodziny herbu Jastrzębiec i wykształconej Rosjanki tatarskiego pochodzenia – Marii Jumaszewej. Z zawodu był nauczycielem matematyki i fizyki. Sam wspominał, że złączył w sobie krew rosyjską, polską, tatarską i jeszcze, zdaje się, ukraińską.

## Dorobek naukowy
Idee techniczne wysunięte przez Ciołkowskiego stanowią podstawę działania wszystkich, historycznych i współczesnych, silników rakietowych, rakiet i statków kosmicznych.
- Opracował projekt metalowego sterowca (1887).
- W 1894 roku wykonał projekt samolotu jednopłatu o konstrukcji praktycznie stosowanej 15 lat później.
- W 1897 roku zbudował pierwszy w Rosji tunel aerodynamiczny (którego szefem mianował Polaka – Feliksa Rewieńskiego) i opracował technikę pomiarów aerodynamicznych.
- W 1900 roku przeprowadził badania oporu aerodynamicznego różnych ciał.
- W 1903 roku ogłosił w artykule „Issledowanije mirowych prostranstw rieaktiwnymi priborami”[5] teorię lotu rakiety z uwzględnieniem zmiany masy (pierwsza poważna praca z dziedziny astronautyki). Opracowanie powstało zanim jeszcze bracia Wright wykonali pierwszy w świecie lot samolotem.
- Podał wzór opisujący zależność między prędkością rakiety a jej masą i prędkością gazów wylotowych.
- W 1929 roku Ciołkowski opracował teorię ruchu rakiet wielostopniowych w ziemskim polu grawitacyjnym. Zaproponował zastosowanie w rakietach stabilizatorów żyroskopowych, chłodzenie komory spalania silnika rakietowego składnikami paliwa[1]. Po raz pierwszy w dziejach podał podstawy teorii silnika rakietowego na paliwo ciekłe.

Zaprojektował wiele rakietowych mieszanek paliwowych.
Jedną z ważniejszych inspiracji dla Ciołkowskiego były idee filozofa Nikołaja Fiodorowa. Zainspirowany Fiodorowem, Ciołkowski wierzył, że kolonizacja kosmosu doprowadzi do perfekcji gatunku ludzkiego, nieśmiertelności i beztroskiej egzystencji.
Od 1920 roku był na emeryturze; w znacznym stopniu stracił słuch.

## Upamiętnienie
Nazwiskiem Ciołkowskiego został nazwany jeden z większych kraterów księżycowych, Ciołkowski o średnicy 185 km oraz planetoida (1590) Tsiolkovskaja i ulica na warszawskim Bemowie, w Łodzi (w dzielnicy Górna), w Legnicy (na osiedlu Mikołaja Kopernika II), w Gdańsku (w dzielnicy Zaspa), w Gliwicach (w dzielnicy Łabędy), w Zabrzu na osiedlu Mikołaja Kopernika, w Rudzie Śląskiej w dzielnicy Godula, w mieście Czeladź w województwie śląskim oraz przebiegająca przez kilka osiedli najdłuższa ulica w Białymstoku, stanowiąca południową część zewnętrznej obwodnicy tego miasta.
Na cześć Konstantina Ciołkowskiego w 2015 roku miastu Uglegorsk w obwodzie amurskim w Rosji nadano nazwę Ciołkowski.

### Numizmatyka
Ciołkowski został upamiętniony na jednorublowej monecie okolicznościowej wydanej  w Związku Radzieckim w 1987 r. z okazji 130. rocznicy urodzin uczonego. W 2007 r. z okazji 150-lecia urodzin Ciołkowskiego Centralny Bank Federacji Rosyjskiej wyemitował srebrną, dwurublową monetę kolekcjonerską z jego wizerunkiem. W tym samym roku również Korea Północna wydała poświęconą mu bitą ze srebra kolekcjonerską monetę o nominale 500 wonów. 160. rocznicę urodzin Ciołkowskiego upamiętnia z kolei okolicznościowy jeden rubel naddniestrzański z 2017 roku. W 2021 r. Federacja Rosyjska po raz kolejny upamiętniła badacza srebrną monetą kolekcjonerską o nominale 3 rubli.

## Ciołkowski w kulturze i sztuce
- Ferdynand Jarocha wykonał w 1973 roku rzeźbę – popiersie Konstantego Ciołkowskiego, które przekazał do Muzeum Kosmonautyki im. Ciołkowskiego w Kałudze.
- Star Trek: Następne pokolenie (sezon 1, odcinek 2 pt. „Naga teraźniejszość”) – imieniem naukowca nazwano statek badawczy SS Ciołkowski zajmujący się monitorowaniem zapadającej gwiazdy[16].
- Powieść Władysława Kulickiego „Triumf marzyciela”[17].
- Mosaik (nr 45, sierpień 1960 pt. "Ziolkowski weist den Weg") - w tym odcinku wschodnioniemieckiej serii komiksowej zostaje przedstawiona sylwetka naukowca - bohaterowie komiksu (Dig i Dag) zapoznają się z kilkoma epizodami z życia i pracy uczonego.